# Устинов, Дмитрий Ефимович
Дмитрий Ефимович Устинов (8 ноября 1920, Борисовское, Владимирская губерния — 8 сентября 2014, Москва) — советский организатор производства, Герой Социалистического Труда (1971), с 1971 по 1980 год Генеральный директор СПО «Северовостокзолото»

## Биография
Родился в селе Борисовское Владимирского уезда Владимирской губернии (ныне Суздальский район Владимирской области) в крестьянской семье. С 1931 г. семья жила в Магнитогорске. В 1944 г. окончил Магнитогорский горно-металлургический институт по специальности «разработка рудных и россыпных месторождений». После окончания института по путевке Министерства чёрной металлургии направлен на Вознесенский рудник Челябинского рудоуправления «Главогнеупор», где до 1945 года работал начальником смены, а затем до 1947 года — начальником участка.
В 1947 году начал трудовой путь инженером в Дальстрое, работал начальником участка, смены, инженером-обогатителем, начальником производственно-технической части прииска «Штурмовой» Северного горнопромышленного управления Дальстроя (работал с контингентом, отбывающим длительные сроки заключения по уголовным статьям). С 1951 по 1954 — главный инженер прииска «Горный», а с 1954 по 1960 — главный инженер, начальник прииска «Бурхала». В январе 1960 назначен главным инженером Ягоднинского горнопромышленного управления, а с 1966 г. — его директором, а после его реорганизации стал директором Ягоднинского горно-обогатительного комбината.
С апреля 1971 г. и до ухода на пенсию в мае 1979 г. — генеральный директор объединения «Северовостокзолото», в структуру которого входило 32 горных предприятия. Численность работающих достигала 100 тысяч человек. В 1974 г. под его руководством объем добытого объединением золота стал максимальным за весь период промышленного освоения Северо-Востока — 83,2 тонн. Выступил инициатором технической модернизации золотодобывающей промышленности в регионе и рудной добычи драгоценного металла золотосеребряных месторождений: на всех рудниках объединения были установлены пылеулавливающие конструкции, созданных совместными стараниями с ВНИИ-1, организовал масштабные водоохранные мероприятия: использовались промывочные установки с замкнутым циклом водоснабжения, сооружались дамбы, организовывались пруды-отстойники, препятствовавшие сбросу загрязненных стоков в водоемы.
После выхода на пенсию переехал в Москву.

## Награды и звания
За большой вклад в развитие цветной металлургии Северо-Востока страны и успешное выполнение государственного плана 8-й пятилетки Указом Президиума Верховного Совета СССР от 30 марта 1971 года ему было присвоено звание Героя Социалистического Труда.
Награждён орденом Трудового Красного Знамени (1966).